# Hadith Bayad wa Riyad

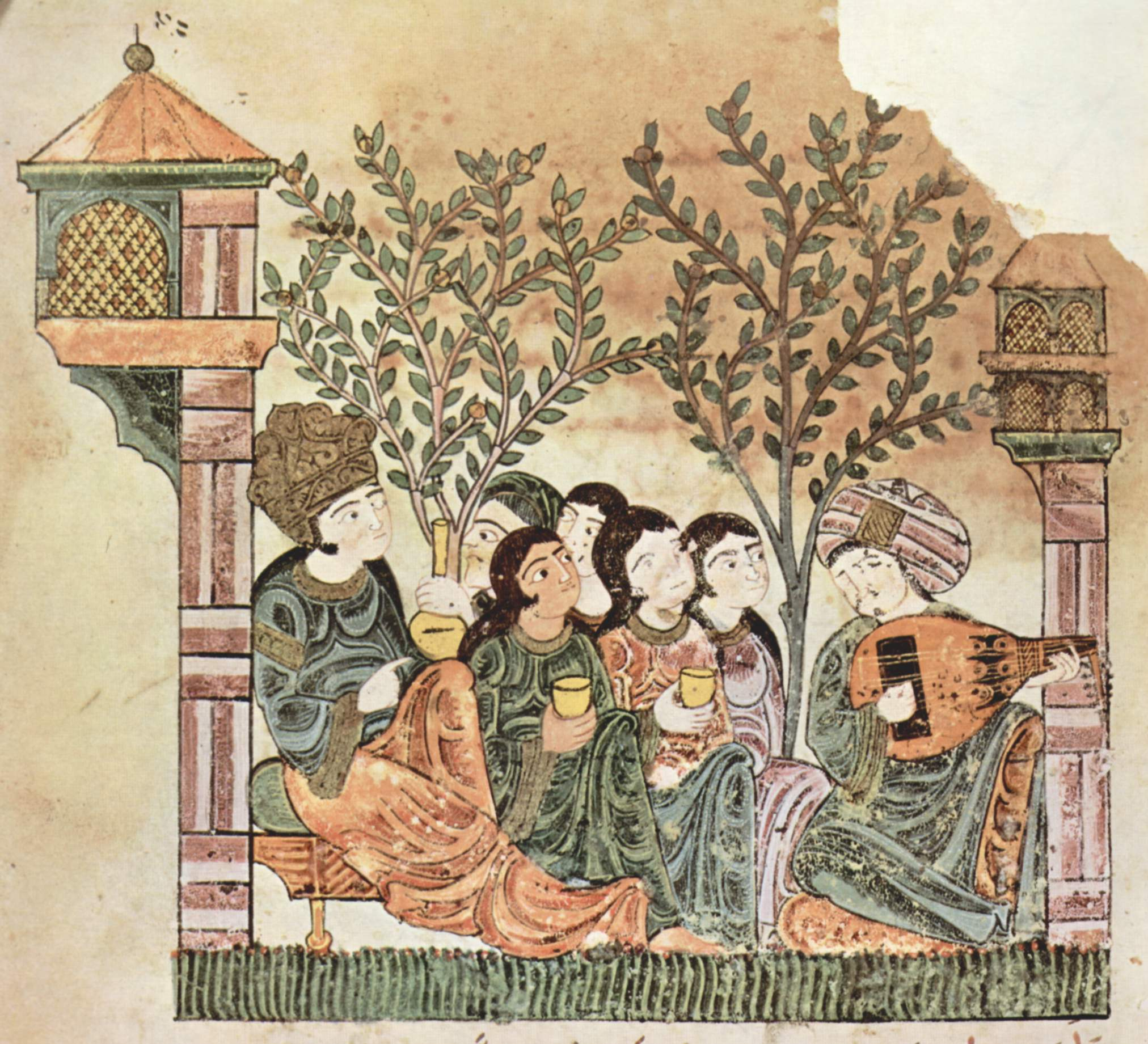
"Bayāḍ suona l'oud (ʿūd) alla signora", manoscritto arabo per la storia del Qiṣṣat Bayāḍ wa Riyāḍ (fine del XII secolo)

Ḥadīth Bayāḍ wa Riyāḍ (in arabo حديث بياض ورياض‎?, La storia di Bayāḍ e Riyāḍ) è una storia d'amore araba del XIII secolo.

## Trama
I personaggi principali del racconto: Bayāḍ, poeta in erba e figlio di un mercante e straniero di Damasco; Riyāḍ, una schiava istruita nella corte di un Hajib (visir o ministro) sconosciuto dell'Iraq (Mesopotamia); una "Signora" (al-sayyida).
Durante un viaggio, Bayāḍ incontra Riyāḍ al seguito di una nobildonna. Il giovane si innamora perdutamente della bellissima Riyāḍ, ma il loro amore sarà costellato da numerosi ostacoli che renderanno impossibile il loro amore. Così, i due innamorati dovranno rinunciare all'unione dei loro corpi e rassegnarsi a un amore "platonico".

## Storia
Il manoscritto Ḥadīth Bayāḍ wa Riyāḍ è uno dei tre manoscritti miniati sopravvissuti della medievale al-Andalus (l'ampia regione che si estendeva nella Spagna moderna e in Portogallo). Poiché molti libri dell'epoca, non illustrati, sono pervenuti ai nostri giorni, i manoscritti miniati potrebbero essere stati molto rari. Il manoscritto, realizzato nel XIII secolo, si trova nella Biblioteca apostolica vaticana, dove è catalogato come il codice IVA. Arabo 368. Nonostante sia giunto ad oggi incompleto, il codice conserva precisissime miniature e rappresentazioni di giardini, architetture, interni di edifici e abiti, le quali rispecchiano fedelmente il modus vivendi di molte regioni del Vicino Oriente in quell'epoca.

## Galleria d'immagini

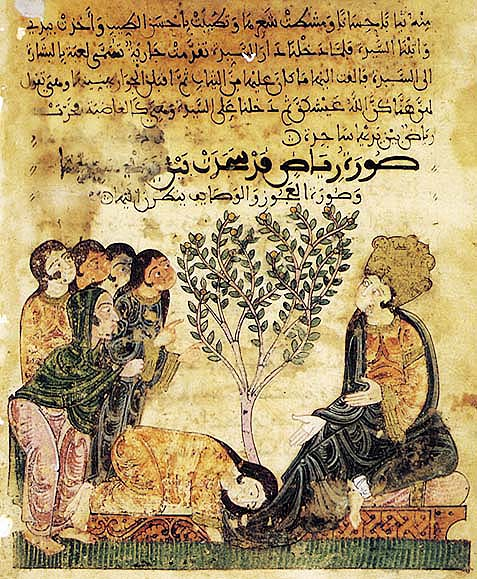
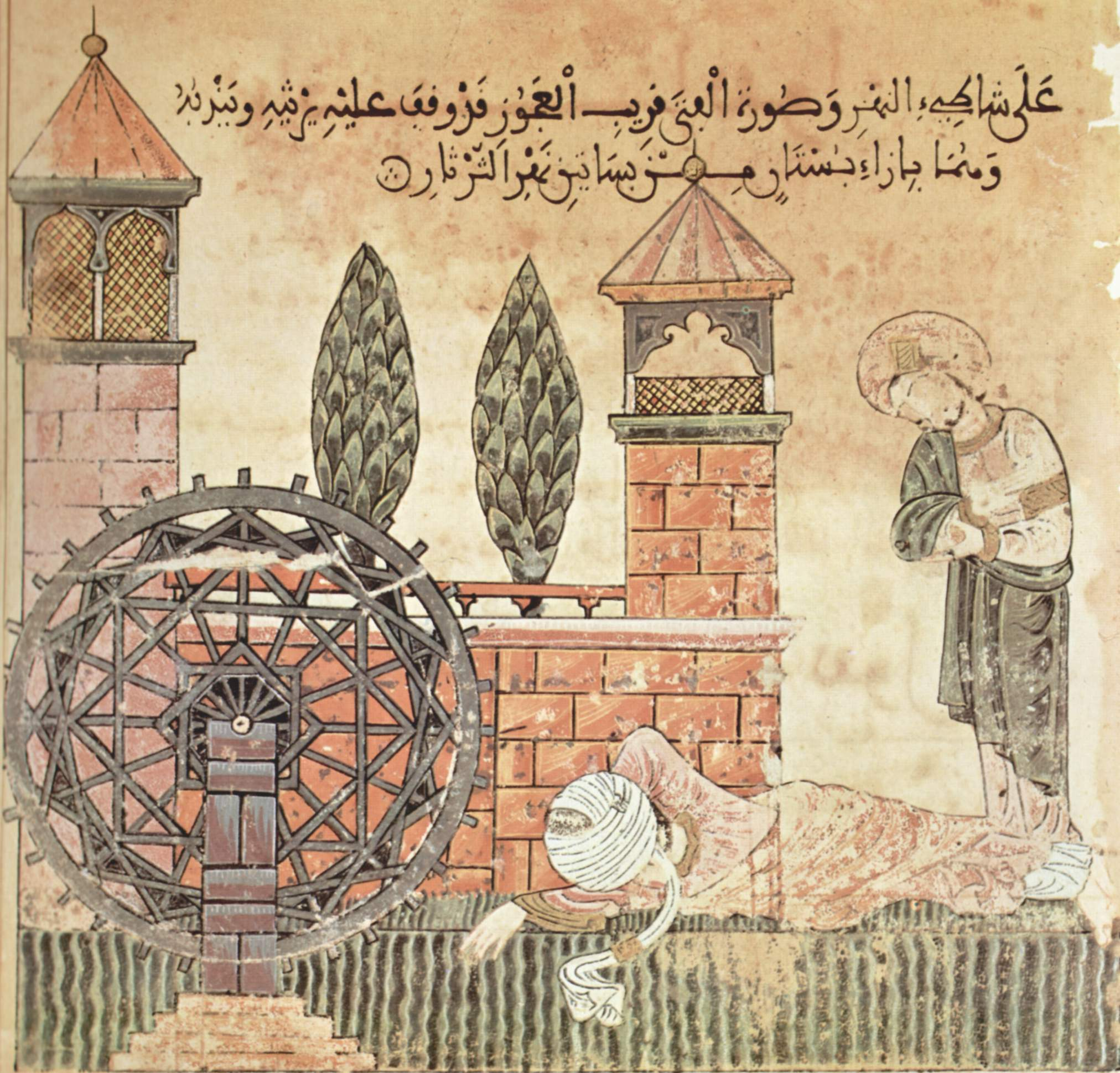
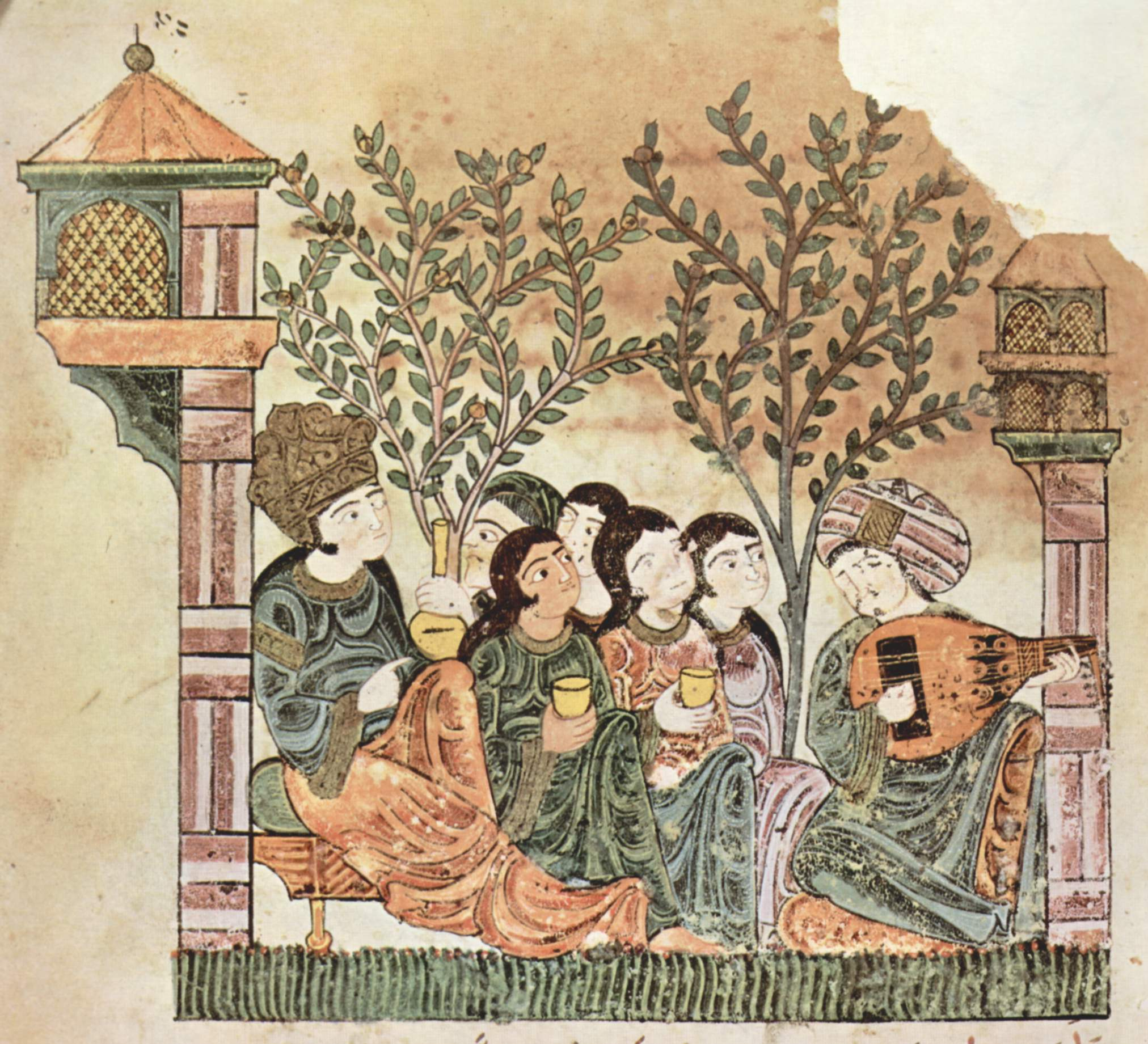
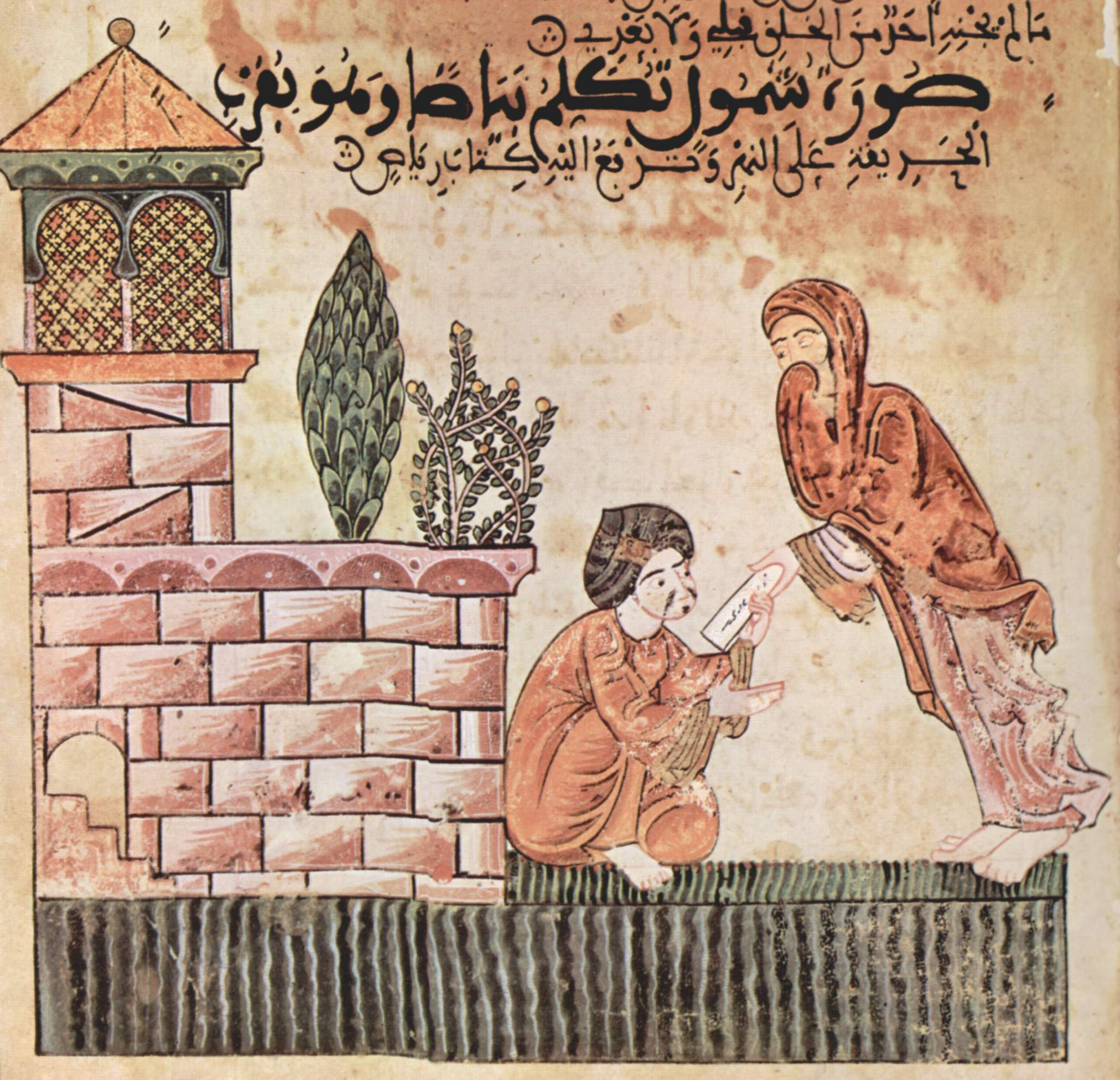